# Foro de Avilés
O Foro de Avilés (em asturiano:  Fueru d'Avilés) é um documento escrito em língua asturiana. Foi ratificado no século XI pelo rei Afonso VI de Leão, que atribuiu privilégios políticos, económicos e comerciais à cidade de Avilés. É considerado junto ao Documento de Kesos, o primeiro documento escrito em asturiano, e é o primeiro documento jurídico nesta língua e o mais antigo das Astúrias. O foro foi aceite pelo rei Afonso VII, neto de Afonso VI, em 1155, dando origem ao nascimento da cidade de Avilés.
O foro foi dado por Afonso VI, quando era monarca do Reino de Castela. Em Avilés haviam povoamentos humanos desde a romanização. O foro de Avilés atribuiu a categoria de vila de reguengo à povoação, e durante a Idade Média apoiou sempre a coroa, a quem pagava impostos. Avilés nunca foi feudo, nem possuiu outro tribunal competente que não fossem os reais.
O documento serviu para o desenvolvimento económico da povoação, convertendo-a na primeira vila do antigo Reino das Astúrias e um dos principais ancoradouros da Europa atlântica da época. Após a ratificação do foro, a construção da muralha da cidade foi iniciada, e com o impulso do seu novo estatuto, a cidade tornou-se a segunda das Astúrias.